# Lopatinova hora
Lopatinova hora (rusky Гора Лопатина) je nejvyšší vrchol (1609 m n. m.) ostrova Sachalin v severní části Východosachalinských hor. Hora byla pojmenována v roce 1910 Ruskou geografickou společností na památku ruského geologa, geografa a průzkumníka Sibiře Innokenta Alexandroviče Lopatina.
Hora je složena z přeměněných hornin. Nachází se 30 km východně od sídla městského typu Tymovskoje. Na svazích hory se rozprostírá tajga, ve které převládá především cedr himálajský. Vrchol hory je téměř holý. Délka turistické trasy ze základního tábora na vrchol a zpět je asi 30 km.
V sovětském období na vrcholu hory existovala automatická meteorologická stanice, která je od 80. let nefunkční. V roce 1980 byla na počest olympijských her, které se konaly v SSSR, vztyčena na vrcholu Lopatinovy hory Leninova busta. V roce 2017 byla na vrcholu hory instalována pamětní deska věnována geologovi Lopatinovi, po němž se hora jmenuje.